# San Millán de Lara
San Millán de Lara ist ein kleiner Bergort und eine zur bevölkerungsarmen Region der Serranía Celtibérica gehörende Gemeinde (municipio) mit nur noch 61 Einwohnern (Stand: 2024) in der nordspanischen Provinz Burgos in der Autonomen Gemeinschaft Kastilien-León. Die Klosterkirche San Millán gehört zu den herausragenden romanischen Kirchenbauten im Norden Spaniens und ist als Kulturgut (Bien de Interés Cultural) anerkannt.

## Lage und Klima
Der am Arroyo de San Millán gelegene Ort San Millán de Lara befindet sich im Herzen der Sierra de la Demanda in einer Höhe von etwa 1070 m. Die nächstgelegene Stadt ist das etwa 27 km (Fahrtstrecke) südöstlich gelegene Salas de los Infantes; die Provinzhauptstadt Burgos ist knapp 46 km in nordwestlicher Richtung entfernt. Das Klima ist gemäßigt bis warm; Regen (ca. 655 mm/Jahr) fällt hauptsächlich im Winterhalbjahr.

## Bevölkerungsentwicklung
| Jahr      | 1857 | 1900 | 1950 | 2000 | 2018 |
| Einwohner | 626  | 545  | 361  | 77   | 79   |

Der deutliche Bevölkerungsrückgang seit den 1950er Jahren ist im Wesentlichen auf die Mechanisierung der Landwirtschaft, die Aufgabe bäuerlicher Kleinbetriebe und den daraus entstehenden Mangel an Arbeitsplätzen auf dem Lande und speziell in den Bergregionen zurückzuführen. Zur Gemeinde gehört auch der knapp 3 km entfernte und noch etwa 30 Einwohner zählende Weiler Iglesiapinta.

## Wirtschaft
Die Einwohner von San Millán de Lara jahrhundertelang als Selbstversorger von der Viehzucht (Schafe und Ziegen) und von ein wenig Ackerbau (Gerste und Weizen). Aus der Milch der Tiere wurde ein haltbarer Käse hergestellt, der sich manchmal auf den Märkten der weit entfernten Städte verkaufen ließ. Ähnliches gilt für die Schafswolle, die jedoch auch für die Herstellung der eigenen Kleidung benötigt wurde; aus den Ziegenhaaren wurden Ponchos etc. gewebt. Mittlerweile spielen der Tages- und Wochenendtourismus sowie die Vermietung von Ferienhäusern (casas rurales) eine bedeutende Rolle im Wirtschaftsleben des Ortes.

## Geschichte
Keltische, römische, westgotische und selbst islamisch-maurische Spuren fehlen. Die hochgelegene Bergregion wurde wahrscheinlich schon vor ihrer Rückeroberung (reconquista) von Wanderhirten und ihren Herden aufgesucht. Außerdem ist es die Zeit der Wiederbesiedlung (repoblación). Vom 11. bis zum 14. Jahrhundert gehörte der Ort zum historisch bedeutsamen Gemeindeverband des Alfoz de Lara.

## Sehenswürdigkeiten

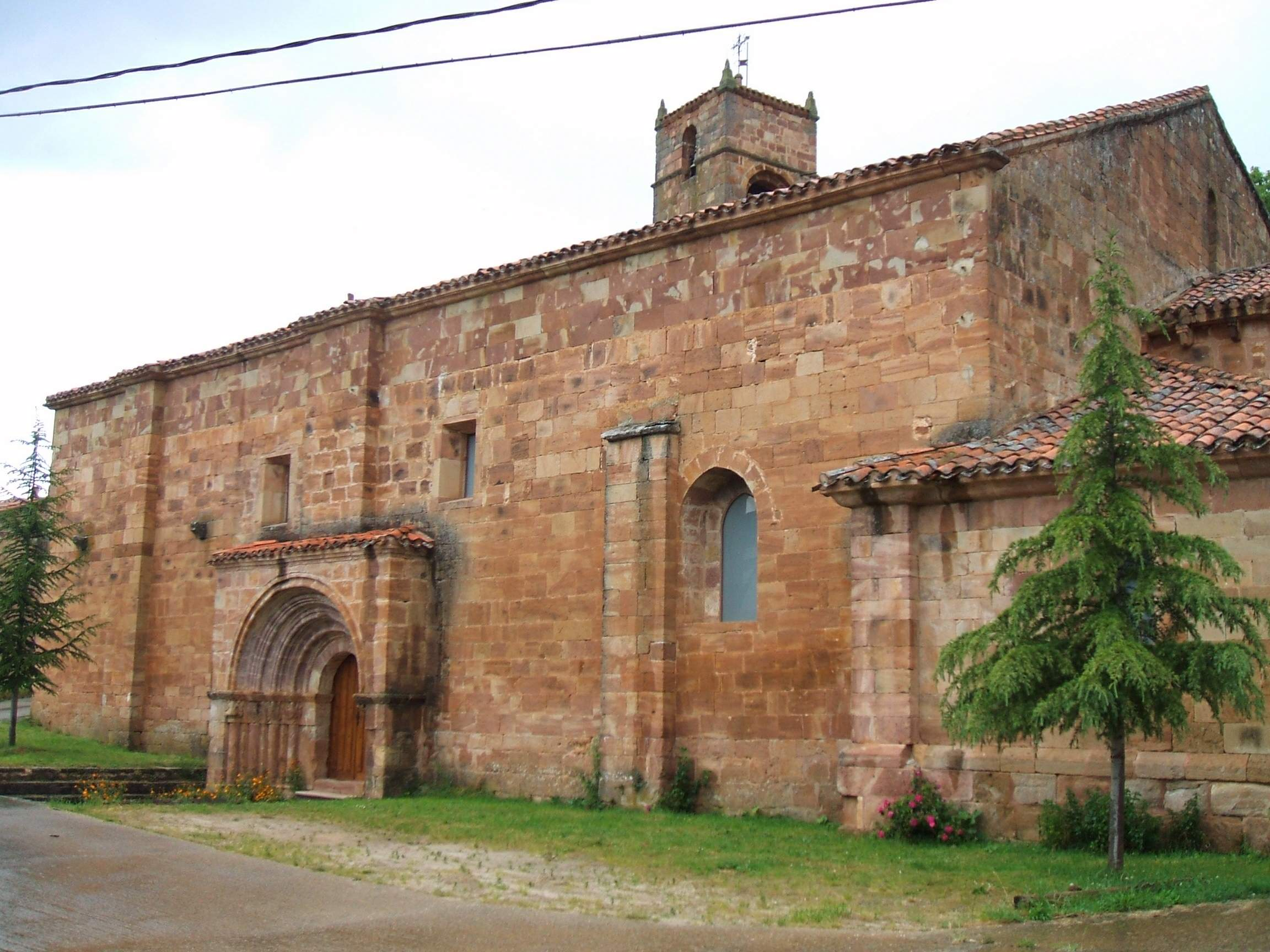
Iglesia de San Millán de Lara von Südosten

- Das dem hl. Aemilianus von Cogolla geweihte Kloster San Millán wurde wahrscheinlich bereits im 10. Jahrhundert von Mozarabern gegründet, doch in der 2. Hälfte des 12. Jahrhunderts im romanischen Stil komplett neugebaut. Aus dem ansonsten schmucklosen Äußeren der Klosterkirche stechen das schmale, von kleinen Säulen begleitete Apsisfenster und die beiden leicht aus der Mauerflucht hervortretenden Archivoltenportale hervor. Das dreischiffige Innere wird von einem offenen Dachstuhl überspannt. Im Untergeschoss des an den Berghang gebauten Glockenturmes (campanario) befindet sich eine Tür mit Vielpassbogen, die in einen möglicherweise ehemals von Eremiten genutzten Raum führt.[4]
- Auf einem abgestuften quadratischen Sockel vor der Kirche steht eine Gerichtssäule (rollo oder picota) als Zeichen bürgerlicher Rechtsunabhängigkeit.[5]
- Einige Meter weiter überquert eine mittelalterliche Steinbrücke den örtlichen Bachlauf.